# Christuskapelle Soltendieck

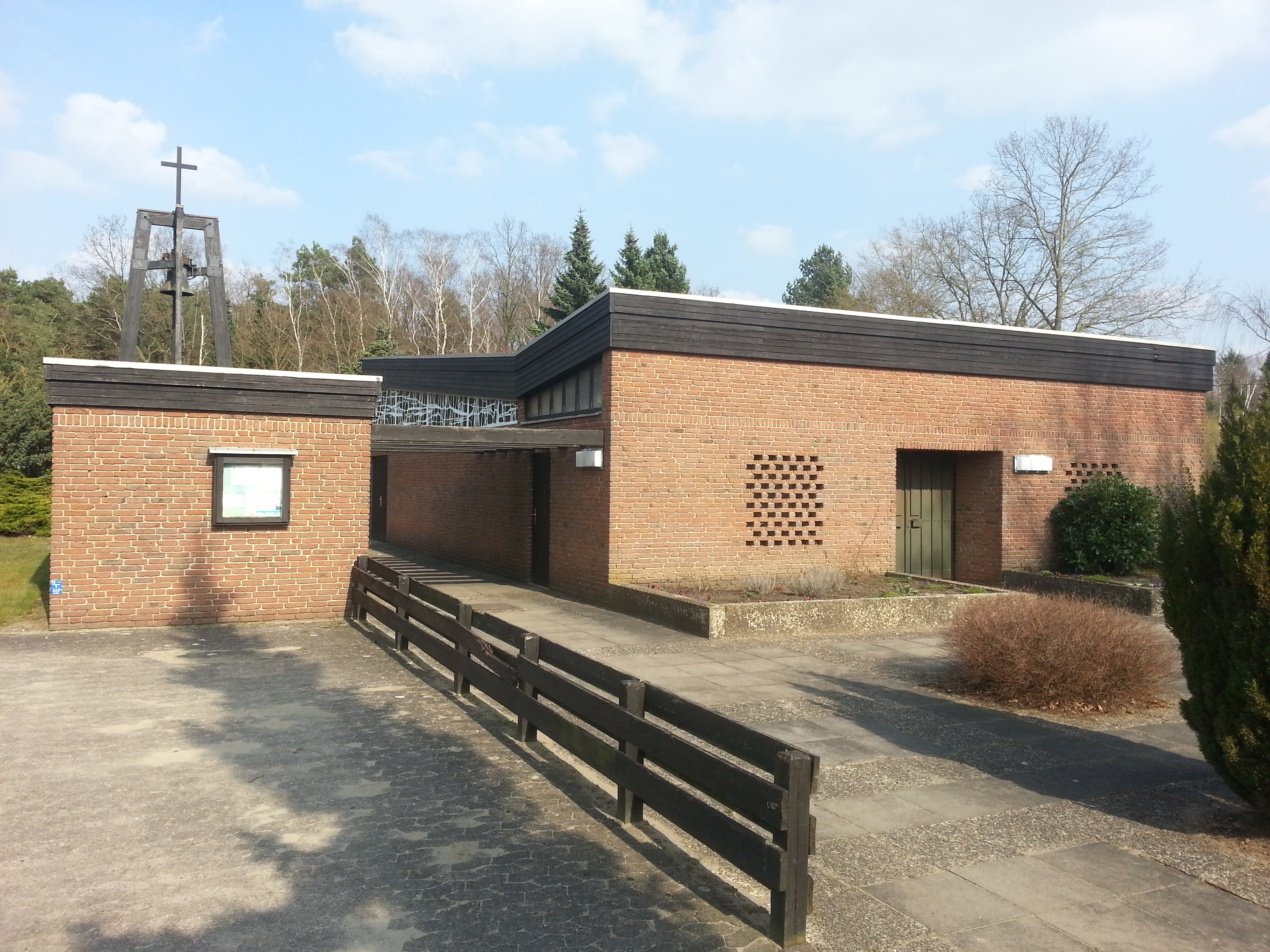
Christuskapelle Soltendieck

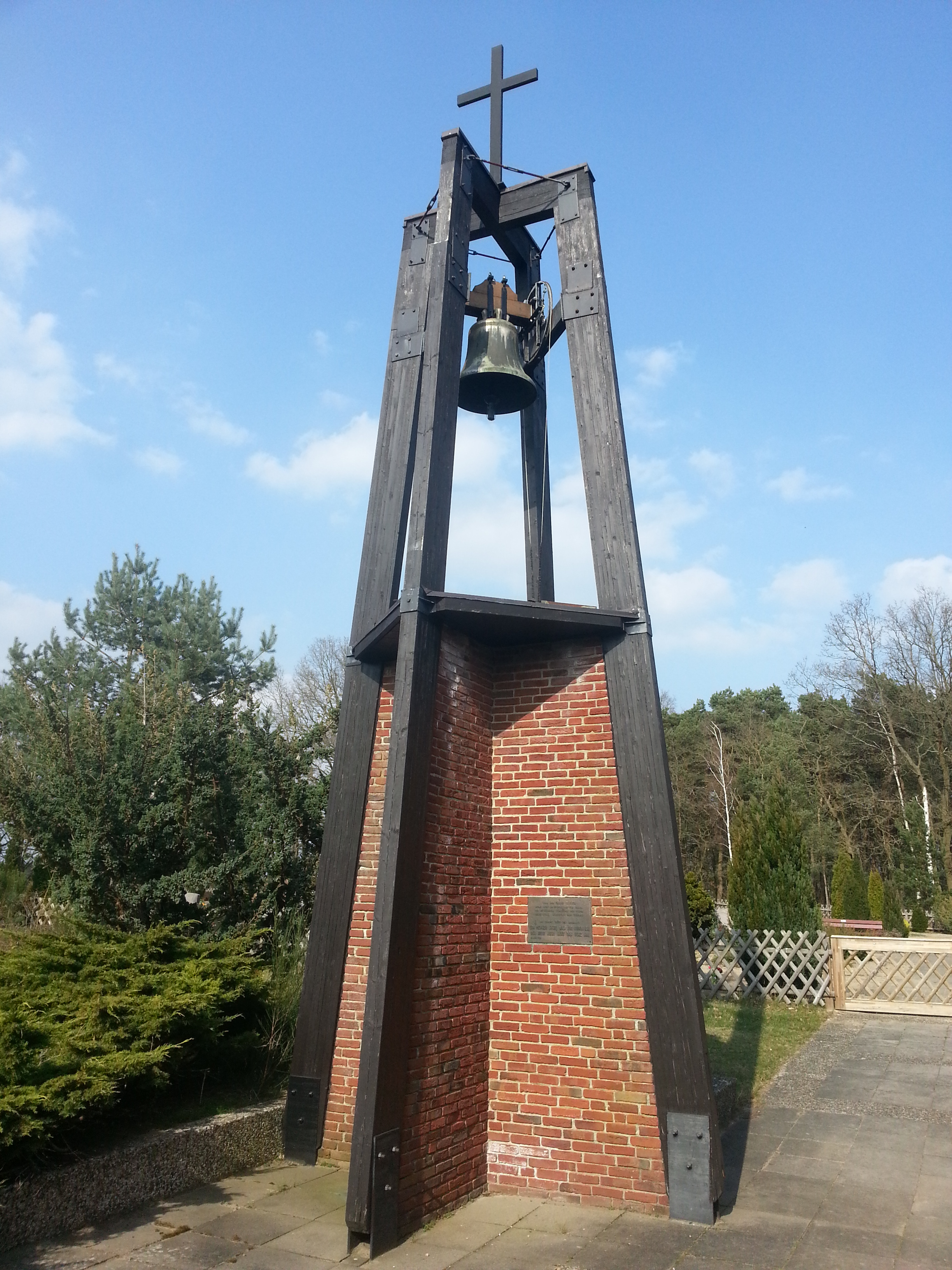
Glockenturm

Die Christuskapelle Soltendieck ist ein evangelisch-lutherischer Kirchenbau in Soltendieck, in der Lüneburger Heide und der jüngste Sakralbau innerhalb des evangelisch-lutherischen Kirchenkreises Uelzen. Sie wurde am 29. September 1973 vom Uelzener Propst Kurt Werner Ahnert, Pastor Werner Klipp und Pfarrer Georg Thoenelt (St.-Bonifazius-Kirche Bodenteich) geweiht. Genau ein Jahr zuvor wurde der Grundstein gelegt. Der Bau war 1971 vom Rat der Gemeinde Soltendieck beschlossen worden, der auch den größeren Teil der Baukosten übernahm, bevor er die Kapelle der Gemeinde St. Petri in Bad Bodenteich übereignete. Die Kapelle wird gleichzeitig als Friedhofskapelle genutzt.

## Bau
Für den Entwurf, Planung und Bauleitung war der Architekt Günther Gröhn zuständig. In der Kapelle sind ein 120 Quadratmeter großer Gottesdienstraum und zwei kleinere Räume für Kindergottesdienstgruppen. Im Gottesdienstraum befinden sich 14 Bänke für 112 Besucher. Außerdem ist in dem Gottesdienstraum ein Altar, Abendmahlsgeräte, eine Orgel, eine Kanzel, ein Altarkreuz und eine Luther-Rose. 2008 wurde ein neuer Taufstein gekauft, finanziert durch Spenden aus der Gemeinde.
Die Christuskapelle besitzt eine farbige Betonverglasung und ein Dach, welches zur Ostseite hochschwingt. Die Betonverglasung stammt von dem Künstler Heinz Lilienthal, der als Meister der Glaskunst gilt und ist der künstlerische Schatz der Christuskapelle. Neben der Kapelle steht ein kleiner Glockenturm und ein Nebengebäude mit einem Geräteraum und einer Tonkammer. Hinter der Kapelle grenzt einer von zwei Friedhöfen, die es in Soltendieck gibt.

## Glockenturm
Die 240 kg schwere Glocke wurde am 28. November 1980 in Heidelberg gegossen. Sie wurde vom Bauunternehmen Heinz Licht aus Anlass des 25-jährigen Bestehens des Unternehmens gestiftet. Turm und Glocke wurden am 3. April 1981 eingeweiht. „Ein Mensch sieht, was vor Augen ist; der Herr aber sieht das Herz an“ ist die Inschrift der Glocke. Vor dem Bau der neuen Glocke wurde die Glocke an der benachbarten Schule benutzt.

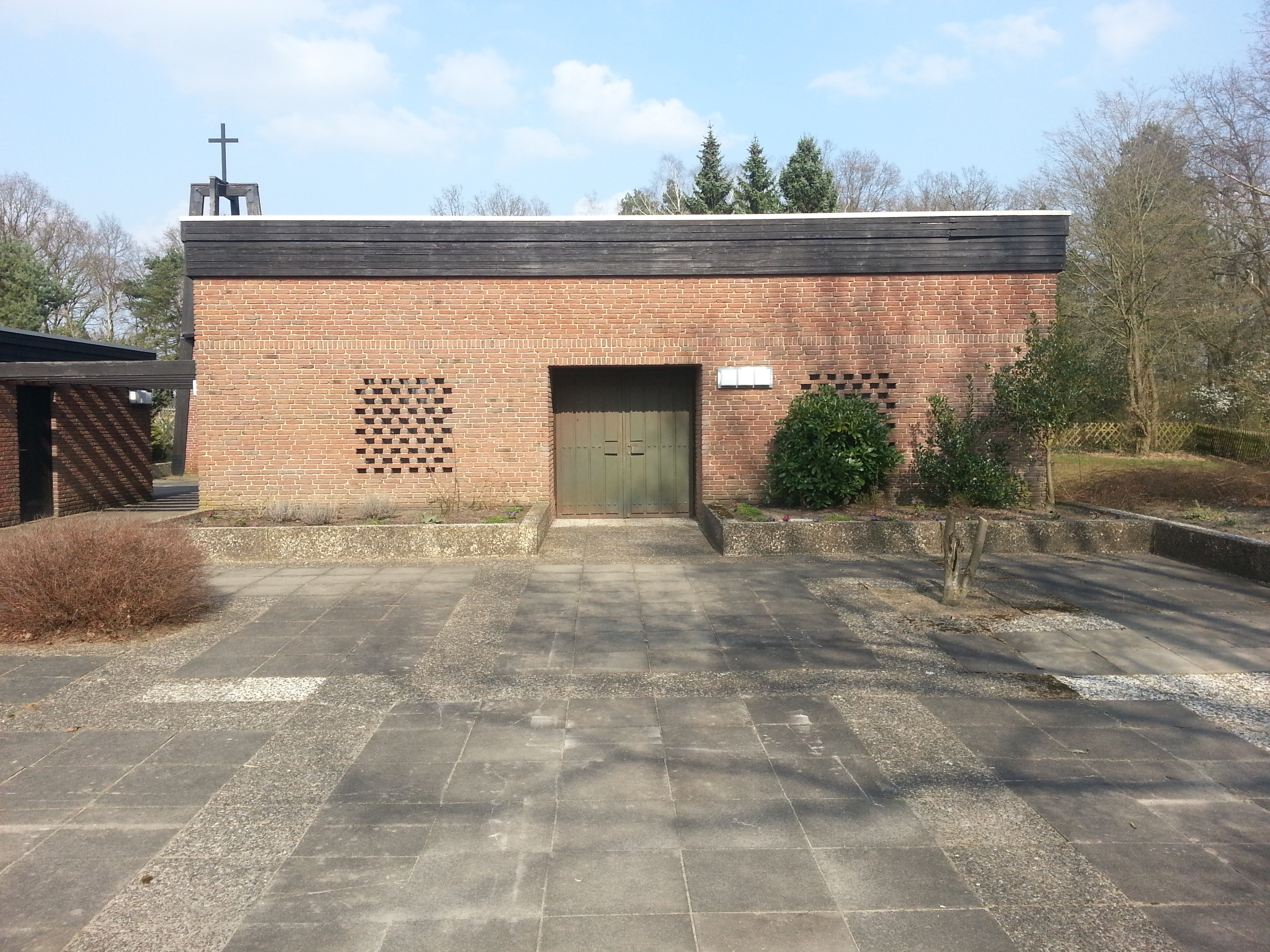
Eingang der Kapelle
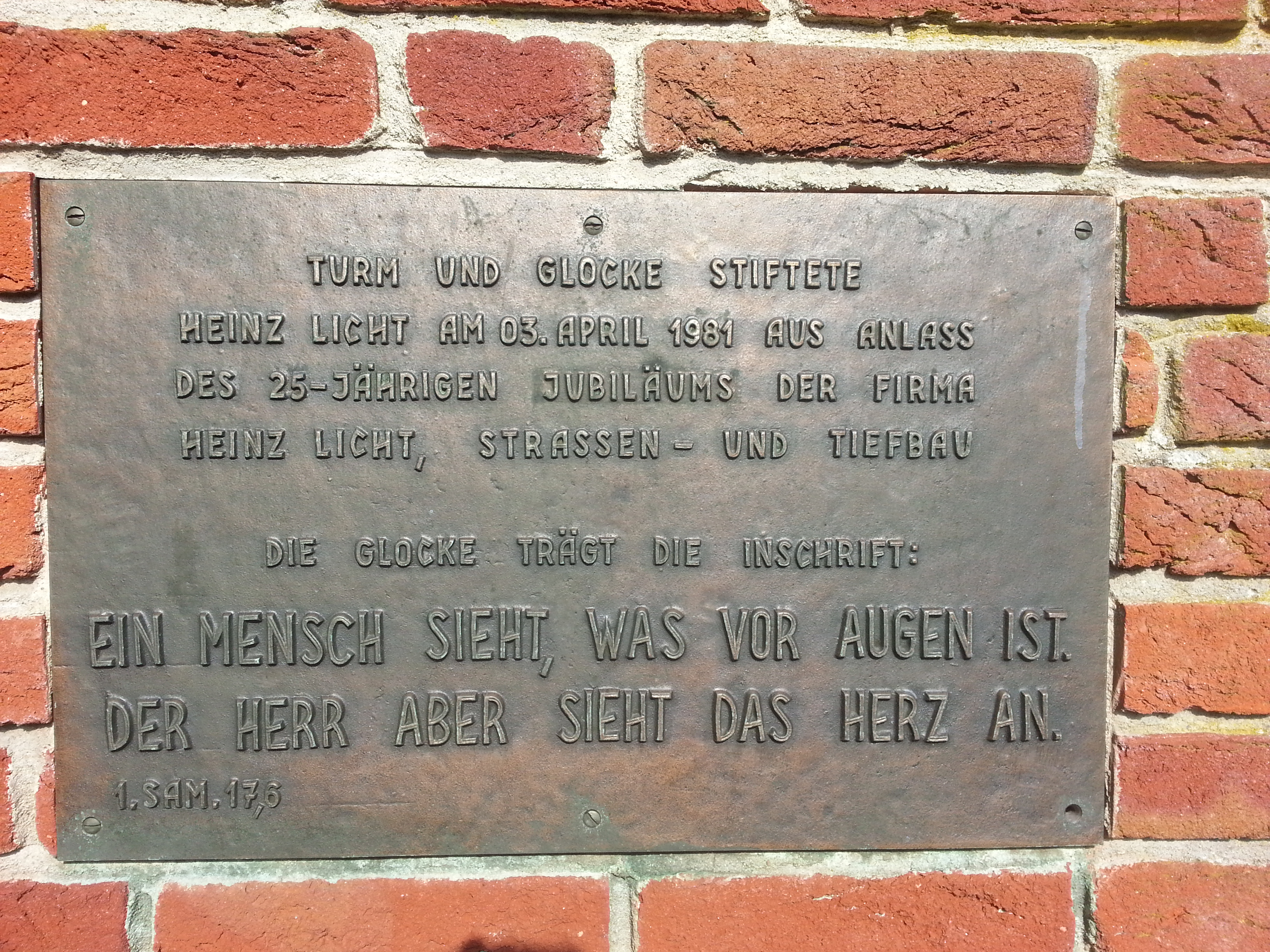
Tafel am Glockenturm
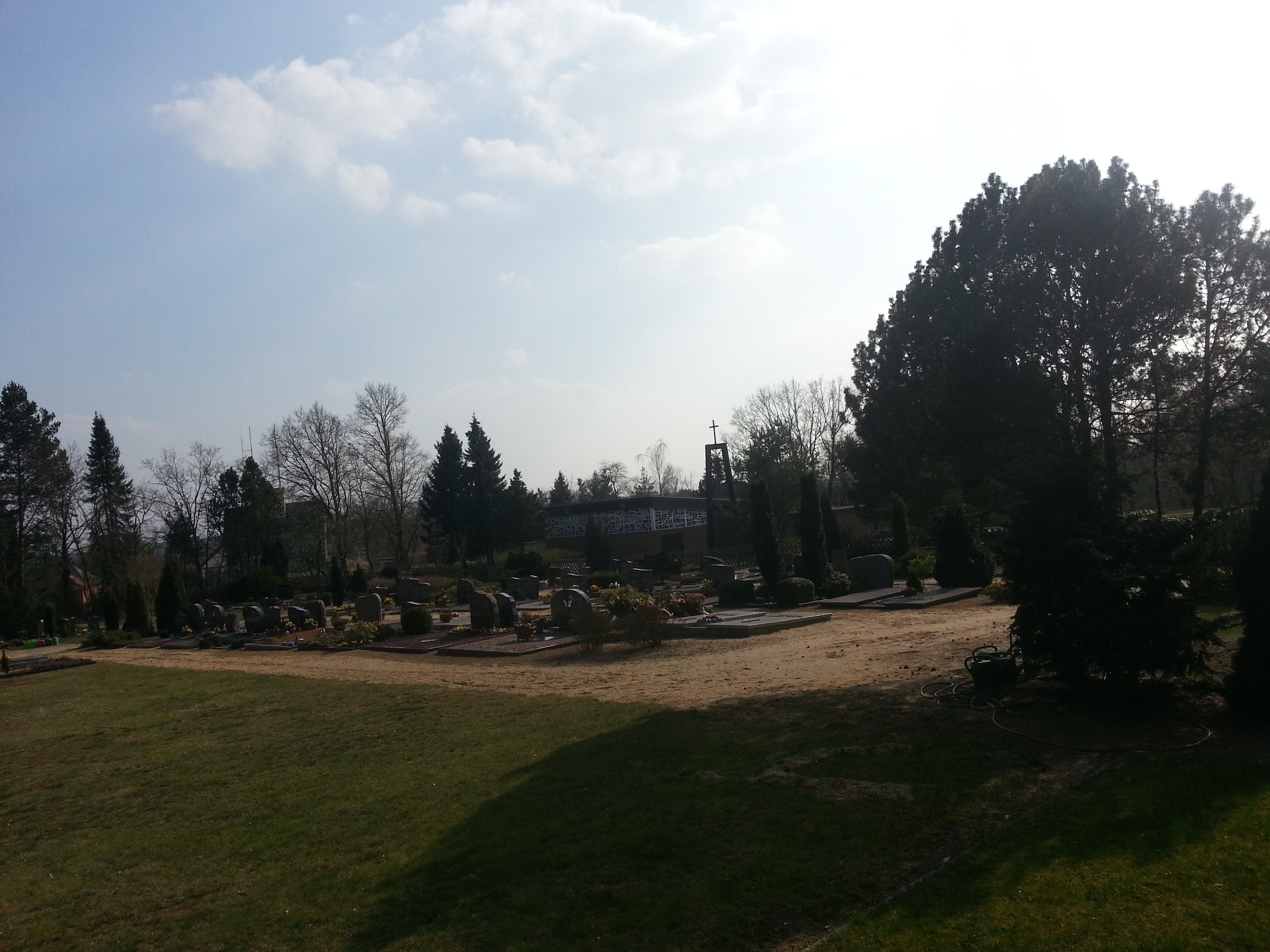
Friedhof